# Psychotria sorsogonensis
Psychotria sorsogonensis är en måreväxtart som beskrevs av Adolph Daniel Edward Elmer. Psychotria sorsogonensis ingår i släktet Psychotria och familjen måreväxter. Inga underarter finns listade i Catalogue of Life.